# Norbert Post
Norbert Post (* 16. Juni 1952 in Mönchengladbach) ist ein deutscher Politiker (CDU) und war langjähriges Mitglied des Landtages Nordrhein-Westfalen.

## Ausbildung
Nach dem Besuch der Grundschule Damm wechselte Norbert Post zum Mathematisch-Naturwissenschaftlichen Gymnasium Mönchengladbach, wo er 1972 das Abitur ablegte.
Von 1973 bis 1976 studierte er Chemie, Mathematik und Physik an der Pädagogischen Hochschule Rheinland, Abteilung Neuss. Das Erste Staatsexamen legte er 1976 ab, das Zweite Staatsexamen folgte 1978. Von 1979 bis 1988 arbeitete er als Lehrer und von 1989 bis 1991 als Konrektor an der Katholischen Hauptschule Stadtmitte in Mönchengladbach. Von dort wechselte er zu neu gegründeten Gesamtschule Hardt in Mönchengladbach, wo er bis 1998 Abteilungsleiter war. Von 1998 bis Juni 2000 war er an dieser Schule Gesamtschuldirektor.

## Politische Laufbahn
Norbert Post kandidierte bei der Landtagswahl 2000 erstmals für den Landtag des Landes Nordrhein-Westfalen und gewann im Wahlkreis Mönchengladbach-Nord mit 43,9 Prozent der Stimmen das Direktmandat. Diesen Erfolg wiederholte er im selben Wahlkreis bei der Landtagswahl 2005 mit 53,1 Prozent, bei der Landtagswahl 2010 mit 47,2 Prozent und bei der Landtagswahl 2012 mit 40,3 Prozent der Stimmen. In der Wahlperiode des nordrhein-westfälischen Landtags ab 2012 gehörte er als ordentliches Mitglied dem Ausschuss für Arbeit, Gesundheit, Soziales und Integration und dem Ausschuss für Schule und Weiterbildung an. Von Juli 2010 bis 2012 war er einer der stellvertretenden Vorsitzenden der CDU-Landtagsfraktion.
Norbert Post ist Mitglied des Rates der Stadt Mönchengladbach. Bei der Kommunalwahl 2009 gewann er das Direktmandat im Wahlbezirk Neuwerk mit 53,7 Prozent der Stimmen. 
Bei der Kommunalwahl 2009 kandidierte er auch für das Amt des Oberbürgermeisters der Stadt Mönchengladbach, unterlag aber in dieser Wahl gegenüber dem Amtsinhaber mit 31,94 % der abgegebenen Stimmen. Norbert Post war Mitglied der Bezirksvertretung Neuwerk und 25 Jahre Bezirksvorsteher des Stadtbezirks Neuwerk, bevor dieser 2009 in den neuen Stadtbezirk Mönchengladbach-Ost, bestehend aus den Bezirken Neuwerk, Giesenkirchen und Volksgarten, aufging. 
In der Wahlperiode von 2012 bis 2017 arbeitete er im Hauptausschuss und im Ausschuss für Soziales, Gesundheit und Senioren mit. 
Norbert Post ist verheiratet und hat zwei Söhne.